# 교향곡 5번 (슈베르트)
교향곡 제5번(Sinfonie no.5 in B-dur, D485)은 슈베르트가 1816년에 작곡한 교향곡이다.

## 개요
이 5번 교향곡은 쓰기 시작한지 불과 몇 주만인 1816년 10월 3일 완성되었지만 실제 초연된 것은 작자의 사후 13년이 지난 1841년이 되어서였다. 485번이라는 도이치 목록 번호가 작품의 절반 정도의 위치임을 통해 당시 슈베르트가 아버지의 학교에서 교사로 일하던 시기임에도 불구하고 매우 많은 작품을 써나갔고, 특히 이 곡은 완성이 빨랐던 점이 특이할 만하다.
한편 이 교향곡이 요구하는 관현악 편성은 소규모이다. 관악기는 플루트 하나, 오보에 둘과 바순 둘, 호른 둘만을 요구하며 클라리넷과 타악기는 전혀 없다. 이러한 편성은 모차르트의 초기의 교향곡들과 비슷하다. 한편 이 곡의 3악장은 모차르트의 교향곡 40번의 영향을 많이 받아 전체적 분위기가 비슷하다는 주장도 있다.

## 각 악장
네 개의 악장으로 구성되어 있으며 총 연주 시간은 약 28분이다. 전체적으로 밝은 분위기의 곡이다.
제1악장 알레그로는 2분의 2박자 내림 나 장조의 곡으로 약 7분에 달한다. 느린 도입부를 가진 이전의 교향곡들과 달리, 빠른 도입부로 시작된다. 이는 4번 교향곡의 4악장과 비슷하다. 올라가는 아르페지오가 자주 쓰이며 소나타에 가까운 형식을 취하고 있다.
제2악장 안단테 콘 모토는 가장 긴 악장으로 연주 시간이 약 10분이며 8분의 6 박자의 내림 마 장조의 곡이다. 두 종류의 단락이 교대로 사용된다.
5분 가량의 제3악장 메뉴에토: 알레그로 몰토는 4분의 3 박자의 곡으로 사 장조와 사 단조가 혼합되어 있다.
제4악장 알레그로 비바체는 약 5분 30초의 곡으로 내림 나 장조, 4분의 2 박자이다. 후주가 없으며 테마 부분이 현악기군과 관악기군에 의해 교대로 연주된다. 음악학자 알프레드 아인슈타인(de)은 이 악장을 하이든의 영향을 받았다고 평했다.